# Битва при Чинсуре
Битва при Чинсуре (англ. Battle of Chinsurah) — сражение во время Семилетней войны между британскими войсками и войсками Голландской Ост-Индской компании, которая попросила о помощи наваба Бенгалии Мир Джафара, чтобы помочь им изгнать британцев из Бенгалии. Хотя Великобритания и Республика Соединённых провинций формально не были в состоянии войны, голландцы продвинулись вверх по реке Хугли. Они встретили смешанную силу британских и местных войск в Чинсуре, недалеко от Калькутты. Англичане под командованием полковника Фрэнсиса Форде разбили голландцев, заставив их отступить, а затем захватили корабли голландцев, используемые для доставки войск, в морском сражении 24 ноября.

## Предыстория
После британского захвата и уничтожения французского форпоста в Чанданнагаре в 1757 году, Мир Джафар, Наваб Бенгалии, открыл тайные переговоры с представителями голландской Ост-Индской компании, чтобы ввести голландские войска в область с целью их применения против британцев. Англия и Голландская республика были в мире, хотя напряженность между ними была высокой из-за Семилетней войны, и администратор Британской Ост-Индской компании Роберт Клайв был занят борьбой с французами. Голландские директора Ост-Индской компании, видя возможность расширить свое влияние, согласились направить дополнительные войска в Чинсуру, недалеко от Чанданнагара. Флот из семи кораблей с более полутора тысячами европейских и малайских солдат на борту прибыли из Батавии и вошли в устье реки Хугли в октябре 1759 года, в то время как Наваб встречался с Клайвом в Калькутте.
Наваб был вынужден просить британцев о помощи против угроз на северной границе и сказал Клайву, что он потребует ухода голландских кораблей. Однако после встречи с голландцами он сообщил Клайву, что предоставил голландцам некие привилегии, и что они покинут устье реки, как только позволят обстоятельства. Эта новость, в сочетании с сообщениями о том, что голландцы набирают солдат в Чинсуре и окрестностях, заставили Клайва отнестись к ситуации как реальной военной угрозе.
Из четырёх кораблей, которыми он располагал, Клайв послал один с просьбой о помощи к адмиралу Корнишу, который патрулировал побережье. Голландцы захватили этот корабль вместе с несколькими другими британскими судами в устье реки Хугли. Клайв созвал ополчение, начал собирать добровольцев, усилил укрепления на реке и послал полковника Фрэнсиса Форда с пятью сотнями солдат к Чанданнагару с целью захватить голландский форпост и перехватить голландцев, если они попытаются взять Чанданнагар.
Голландцы высадили свои войска на северном берегу Хугли 21 ноября, вне пределов действия британских батарей, и двинулись к Чинсуре.

## Боевые действия

### Морской бой
Три оставшихся английских корабля следовали за голландскими кораблями вверх по течению реки на некотором расстоянии. Когда голландцы закончили высадку войск, их корабли начали двигаться вниз по реке. 23 ноября коммодор Чарльз Уилсон, командующий британской флотилией, перекрыл им путь. На следующий день, после отказа голландцев от ультиматума Клайва с требованием реституции за более ранние голландские недружественные действия, оба флота вступили в бой. В двухчасовом бою британский Герцог Дорсет вынудил голландский флагман Флиссинген спустить флаг и капитулировать, в то время как Хардвик и Калькутта атаковали два других голландских корабля. В конце концов голландский флот сдался.

### Чанаданнагар
В ночь на 23 ноября Форд и его люди расположились лагерем возле Чанаданнагара. Голландцы, в надежде поймать Форда в тиски между прибывающими войсками и гарнизоном Чинсуры, направили свои войска на лагерь британцев той же ночью. На следующее утро завязался бой.
Солдаты Форда разгромили голландцев, заставив их вернуться к Чинсуру, и захватили голландскую артиллерию. В это время Форд получил подкрепление из Калькутты, что довело размер его войска до 1200 человек. Наваб также направила 100 всадников в британский лагерь, якобы для оказания помощи англичанам (они, вероятно, были присланы, чтобы наблюдать за сражением и перейти на сторону победителей).
По данным от пленных, голландские подкрепления должны были прибыть на следующий день, и Форд отправил Клайву в Калькутту запроса о дальнейших указаниях, так как нападение на голландские войска можно было рассматривать как акт войны. Клайв ответил, написав на обороте сообщения Форда: «Дорогой Форд, атакуйте их немедленно».

### Бидерра
Форд разместил свои войска на равнине Бидерра, между Чинсурой и Чанданнагаром. Его войска заняли село Бидерра на правом фланге и манговую рощу слева, широкий ров защищал центр. Примерно в 10 утра 25 ноября прибыли голландские войска. Как только они оказались в радиусе обстрела, Форд приказал полевой артиллерии открыть огонь. Голландцы продолжали продвигаться вперед, несмотря на британский огонь, пока они достигли рва, о котором они, видимо, не знали заранее. Когда фронт голландских линий остановился, задняя линия продолжала продвигаться вперед, что привело войско в замешательство. Поскольку их позиции оказались в пределах досягаемости британских мушкетов, голландцы понесли значительные потери, прежде чем начать отступление. Тогда Форд пустил в ход свою кавалерию, пригласив людей наваба присоединиться. Тем не менее, всадники наваба не вступили в бой до второго захода, когда стало ясно, что британцы будут победителями.

## Последствия
Британская победа была настолько полной, что из голландских войск, посланных к Чинсуре, всего шестнадцать европейцев успешно достигли города.
В результате этой победы британцы свергли Мир Джафара и заменили его Мир Касимом. Наряду с битвой при Плесси, это сражение помогло установить британское господство в Бенгалии. Сражение не повлияло на голландский нейтралитет, и они оставались одним из немногих европейских государств, не участвующих в войне.